# Nabalus alatus
Nabalus alatus là một loài thực vật có hoa trong họ Cúc. Loài này được (Hook.) D.Dietr. miêu tả khoa học đầu tiên năm 1847.